# Maya Singh
Maya Singh ist Musikerin, Komponistin, Songschreiberin und Produzentin.

## Leben
Maya Singh studierte am Berklee College of Music in Boston Jazzgitarre. Nach ihrem Studium wurde sie vom Plattenlabel Virgin unter Vertrag genommen und ihre erste Maxi-CD mit dem Titel Prinzessin erschien. In der Folge konzentrierte sie sich auf das Songwriting. Maya Singh arbeitet seitdem erfolgreich als Songschreiberin und ist bei Sony/ATV Music Publishing unter Vertrag.
Ihre Songs wurden  u. a. von Christina Stürmer, Adoro, Eisblume, Gitte Haenning, Joana Zimmer, Nevio, Gabriella Cilmi, Sarah Connor, DJ Ötzi, Die Prinzen, Alexander Klaws, Michelle Hunziker, Saphir, Schnuffel und Samajona veröffentlicht. Außerdem schrieb sie Songs für die Fernsehserie "CHI RHO das Geheimnis" und "Das Haus Anubis". Maya Singh hat zahlreiche Auszeichnungen in Platin und Gold erhalten.

## Diskographie (Auswahl)
- Album "Ewig" (Eisblume, Universal Music Deutschland 2012)
- Album "Liebe meines Lebens" (Adoro, Universal Music Deutschland 2011)
- Album "Was ihr wollt" (Gitte Haenning, Koch Music Deutschland 2010)
- Album "Saphir" (Saphir, Universal Music Deutschland 2010)
- Single "Orchester in mir" (Saphir, Universal Music Deutschland 2010)
- Single "Non ti aspettavo" (Nevio & Gabriella Cilmi, Universal Music Deutschland 2009)
- Album "Due" (Nevio, Universal Music Deutschland 2008)
- Album "Adoro" (Adoro, Universal Music Deutschland 2008)
- Album "Hotel Engel" (DJ Ötzi, Universal Music Deutschland 2008)
- Album "Die neuen Männer" (Die Prinzen, Sony BMG Germany 2008)
- Album „Lautlos“ (Christina Stürmer, Universal Music Austria 2008)
- Album „Mach Dich bereit“ (Luttenberger*Klug, DEAG / Warner 2007)
- Single "Regen" (Valerie, Sony BMG Austria 2007)
- Single „Scheissegal“ (Senta-Sofia, Polydor 2006)
- Single „Bus durch London“ (Christina Stürmer, Universal Music Austria 2004)
- „Meeresliebe“ Titelsong der deutschen Version des Zeichentrickfilms Hilfe! Ich bin ein Fisch (2000)